# 富岡海神廟
22°47′34″N 121°11′31″E / 22.792763°N 121.191978°E
富岡海神廟位於臺灣臺東縣臺東市富岡漁港旁，是一間主祀如意娘娘的道教廟宇。自第二次國共內戰末期經多次遷徙後，來到該地區定居的大陳義胞所供奉的廟宇，乃臺灣唯一主祀如意娘娘、亦是唯一由中華民國空軍所興建的廟宇。

## 沿革
海神廟主祀的「如意娘娘」，最初原為漁山列島上的娘娘廟所供奉之神祇。如意娘娘的事蹟酷似閩南篤信的媽祖，相傳如意娘娘原是一位名喚「如意」的少女，因父親捕魚遇到船難，如意跳水尋父而仙逝，而當地人敬佩萬分，就以如意跳水處的木材雕刻神位供奉，視為海神。據說能保佑漁民與水手出海平安。
1955年2月，中華民國國軍在美國海軍第七艦隊的掩護之下，執行了名為「金剛計劃」的大陳島撤退，其中便包含了漁山列島，因此當時島上的居民，在倉促撤退之下，便將廟內如意娘娘的神像給裝進木箱中，由於如意娘娘的神像高約40到50公分，無法放入木箱中，過於倉促之下只得將神像頭上的鳳冠取下才能放入木箱搬運。隨後就由撤退的信徒輪流揹著木箱撤退來臺。
漁山列島的居民來到臺灣後，暫時安置在基隆市的臨時接待所，這時部分信徒便將神像自木箱取出，並簡易供奉起來燒香參拜。之後漁山列島居民再度被政府遷移到今日臺東縣東河鄉的興昌一帶。1956年再遷到今日縣立富岡國小旁，後形成聚落，稱為富岡新村。
這段期間，信徒們輪流協助搬運如意娘娘神像在各處遷徙，直到在富岡國小旁形成聚落後，神像才暫時安放在民宅中供信徒參拜。1965年，信徒們發起集資建廟計劃，這時如意娘娘神像才有了真正的安放位置，並於廟宇興建期間，信徒們請來時任中國國民黨臺東縣委員會主任委員的蕭煥復為廟題名，當時蕭煥復考量到大陳義胞多以捕魚為業，加上居民以祭祀來祈求出海平安、滿載而歸，因此便將原本的娘娘廟改名為海神廟，之後再致贈匾額一副以資紀念。
然而，1970年中華民國空軍將在海岸山脈末端與猴子山之間興建大型空軍基地，稱為空軍志航基地，當時的海神廟座落位置首當其衝，因此富岡新村又再次搬遷到富岡漁港上方的台階地上，後來空軍也協助村民重新新建海神廟，使得海神廟成為全臺唯一由空軍興建的廟宇，並且由於是空軍興建，其廟宇建築的全盤功能性更為周到，因此海神廟反而因禍得福。
1976年6月，海神廟信徒蔡欽玉、蔡家錚兩人捐款為村裡的土地公廟新建金爐一座，自此兩間廟成為友誼廟。
2007年11月，海神廟發起整建工程，當時共有200位信徒捐款，最後共募得新臺幣258萬2千元用以整修廟宇建築，整建項目包括將中殿和左右殿的神龕重新妝點，並於整建完工後設立海神廟管理委員會，後再於廟裡設立寧波市象山縣小石浦大陳義胞發展協會的聯合辦公室，作為召開村里會議與廟務會議的集會場所。
2008年9月，中國浙江省寧波市象山縣將在該月14日將舉辦「開魚祭」，而海神廟的信徒也決定，將迎駕如意娘娘「回娘家」，回到漁山列島出巡。
2014年9月6日，擔任海神廟主委的柯受球、胞弟柯受雄，以及海神廟管理委員會團隊邀請來自中國福建省泉州南安市詩山鎮的鳳山寺保安廣澤尊王本尊來到海神廟出巡，並於返回中國前，分靈出一尊廣澤尊王的神像供奉在海神廟內供信徒祭拜。
近幾年，來自苗栗縣後龍鎮的後龍南文宮信徒特地前來海神廟認親，由於後龍南文宮主祀的金母娘娘指示，富岡海神廟所祭祀之如意娘娘是其六妹，自此兩廟成為姐妹廟，時常往來。

## 建築特色
海神廟總占地面積約有300多坪，其中廟埕及佔去土地的一大半，建築物包含戲台、涼亭、拜亭，以及正殿，上述的建築設計上可連成一線，廟宇的左右側均可以出入。戲台與其屋頂皆為混凝土結構，屋頂上雕塑有八仙泥塑，涼亭部分，屋頂為鐵皮結構。
拜亭與正殿為磚造建築，並以鋼筋混凝土結構補強，其中屋頂設計有多個剪黏藝術，拜亭屋頂的剪黏藝術為歇山燕尾脊、火型山牆，正脊上裝飾著鳳來儀拜三星，雙排頭均以民間傳說人物的剪黏作品為主、背面排頭則裝飾著雙魚銜錢躍向正殿。拜亭設有混凝土結構的龍柱，龍柱前放有石獅子一對，是由有亞洲飛人之稱的柯受良所捐贈。
另外廟裡還展示著一艘漁船的模型，以彰顯大陳義胞以漁為業的海民特色，該漁船是由屏東縣東港鎮東港東隆宮所捐贈。
正殿屋頂為三川燕尾脊、脊上的剪黏為雙龍拜塔，尾脊又有雙龍護衛，在塔尖處設有避雷針，是臺灣民間廟宇中較罕見的設計，排頭處均為民間傳說人物。三川步口為彩繪混凝土龍柱，龍柱上有泥塑青龍白虎壁配上千里眼與順風耳。

## 重要祭典
海神廟內主祀著如意娘娘，另外還同時祭祀著池府千歲、保生大帝、福德正神、廣澤尊王以及中壇元帥等神祇。而這些神祇皆來自福建省南部，其原因在於當初漁山列島的居民大多數屬於和臺灣主流漢族一樣的閩南民系，這些閩南族群都來自福建省泉州府同安縣，因此才會有如此特色。海神廟每年重要的祭典包括農曆7月6日的如意娘娘誕辰兼中元普渡，以及農曆6月18日的池府千歲千秋。
另外在每年的7月海神廟也會結合、大陳義胞、社區志工等組織共同舉行神明出海祈福的活動，稱為海神祭。

## 圖集

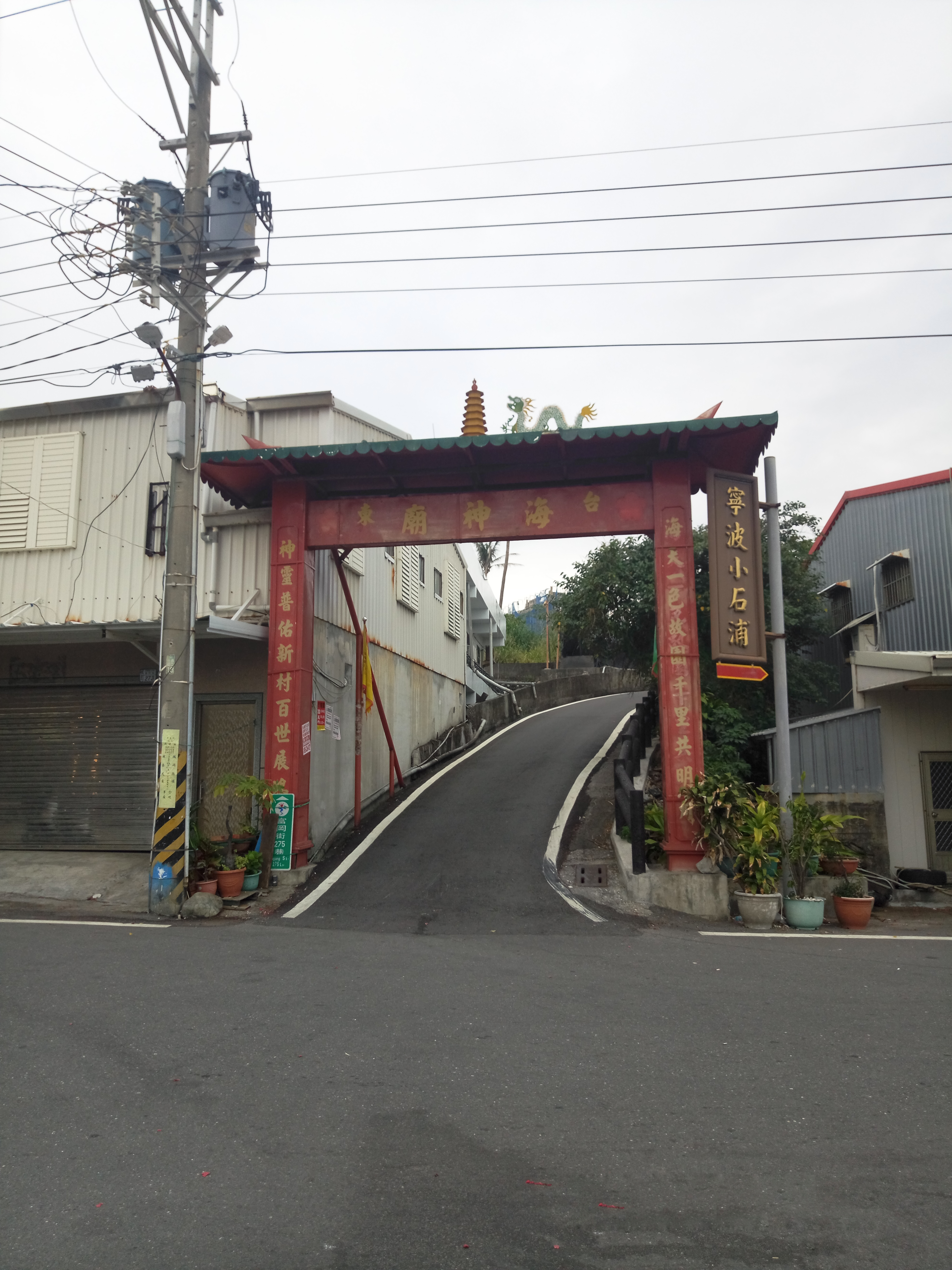
富岡海神廟門樓
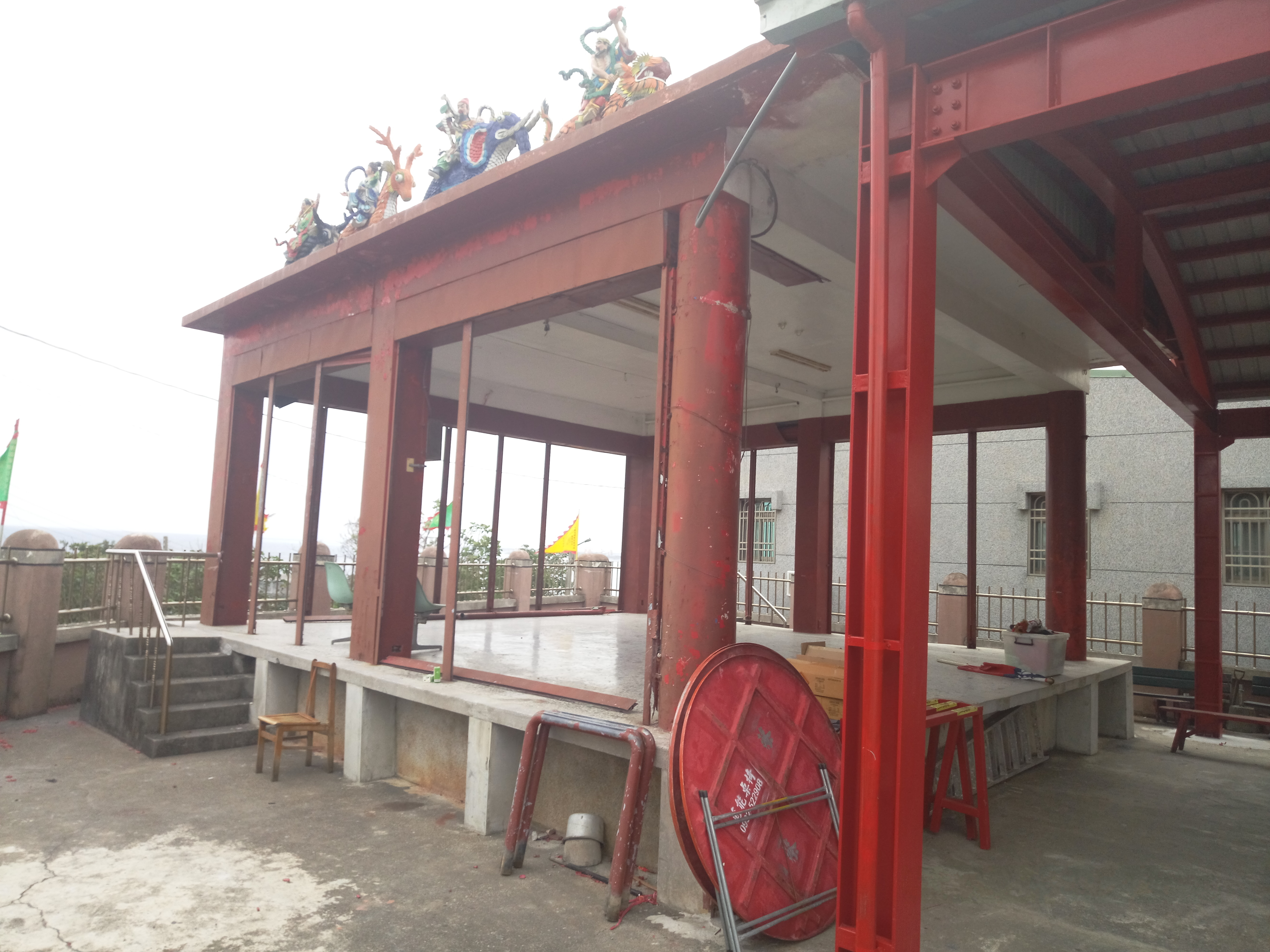
富岡海神廟戲台
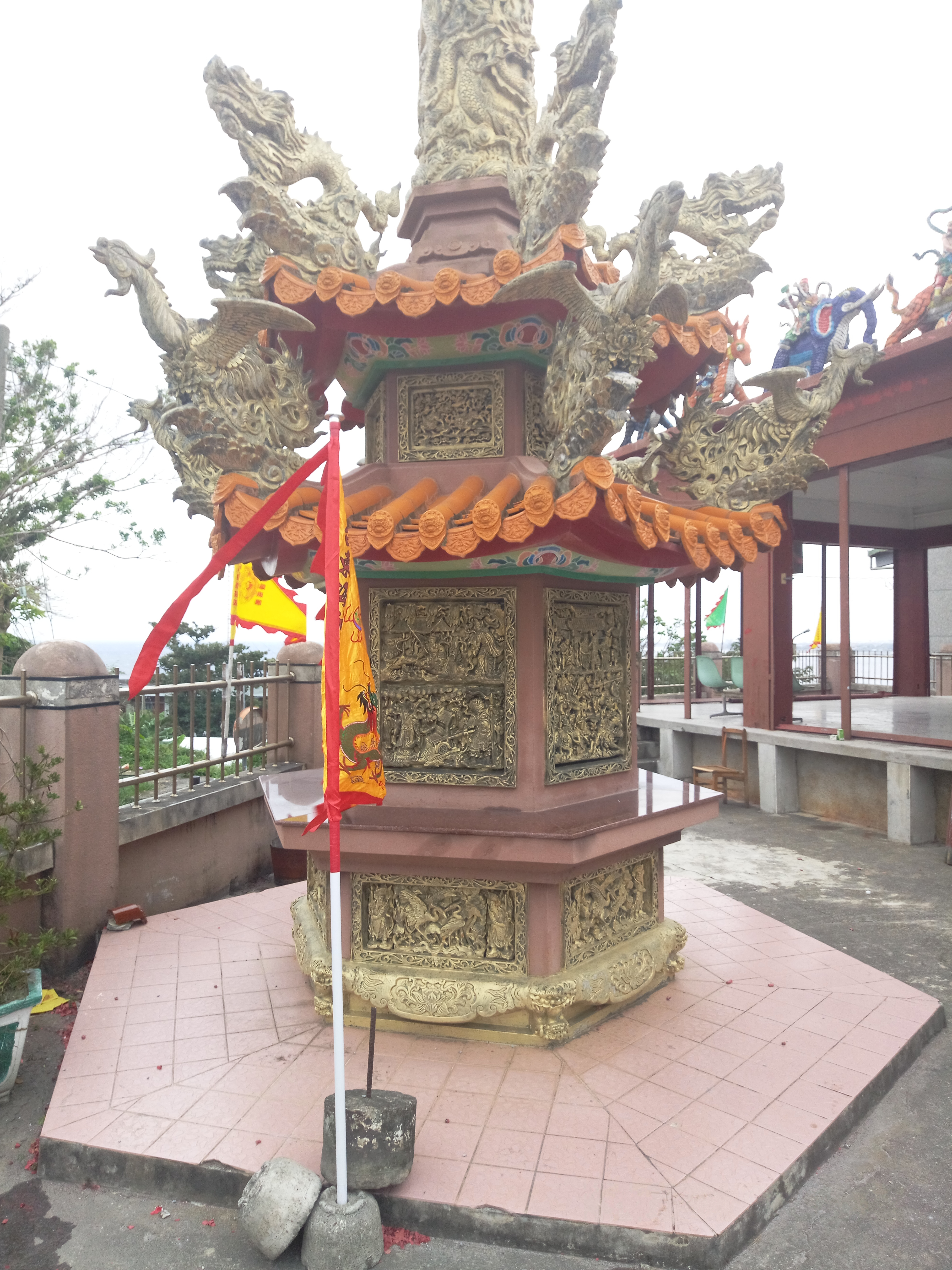
富岡海神廟金爐
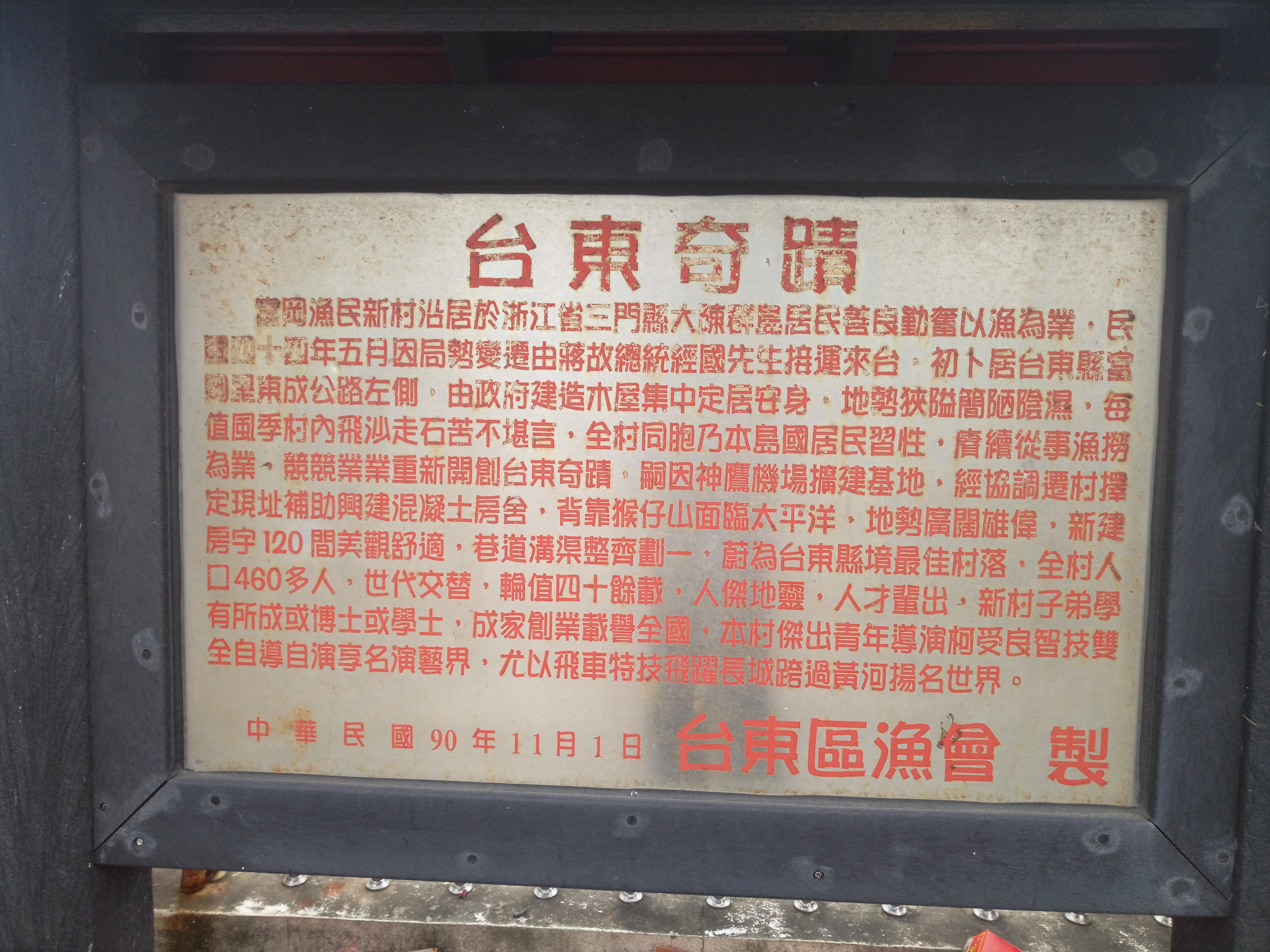
由臺東縣漁會製作，設置在富岡海神廟，大陳義胞所居住的富岡新村介紹牌。

## 資料來源
1. 1 2  郭兆偉.  (PDF). 臺灣海洋教育中心. 2016-11-28  [2017-02-10]. （原始内容 (PDF)存档于2017-02-11） （中文（臺灣））.
2. 1 2  盧太城. . 大紀元. 2008-09-08  [2017-02-10]. （原始内容存档于2020-07-26） （中文（臺灣））.
3. 1 2 3 4 5 6 7  . 教育大市集.   [2017-02-10] （中文（臺灣））.[]
4. 1 2 3  黃瑞貞.  (PDF). 國立臺東大學. 2012-07  [2017-02-10]. （原始内容存档 (PDF)于2021-05-05） （中文（臺灣））.
5. 1 2 3  . 中央研究院社會學研究所.   [2017-02-10]. （原始内容存档于2020-09-18） （中文（臺灣））.
6. ↑  蕭道田. . 更生日報. 2014-09-07  [2017-02-10]. （原始内容存档于2021-05-05） （中文（臺灣））.
7. ↑  . 行政院農業委員會水土保持局.   [2017-02-10] （中文（臺灣））.[]